# یوهانا بودویک
یوهانا بودویک (آلمانی: Johanna Budwig؛ ۳۰ سپتامبر ۱۹۰۸ - در ۱۹ مه ۲۰۰۳) یک بیوشیمیست و نویسنده آلمانی بود. او مبدع رژیم غذایی ضد سرطان با ترکیب روغن گیاهی و پروتئین است.

## تاریخچه تحقیقات رژیم غذایی چربی‌های غیر اشباع و پروتئین
در اوایل سال ۱۹۰۰ میلادی چند نفر از دانشمندان در این خصوص تحقیقات جداگانه‌ای داشتند.
1. تون برگ[پانویس ۱] - نحوه جذب پروتئین‌های گوگرددار
2. مایرهوف[پانویس ۲] - سیستم جذب اسید چرب لینولئیک و پروتئین‌های غنی از ترکیبات گوگردی (برنده جایزه نوبل - ۱۹۲۲)
3. سزئنت گیورگی[پانویس ۳] - سیستم جذب اسید چرب لینولئیک و پروتئین‌های غنی از ترکیبات گوگردی (برنده جایزه نوبل - ۱۹۳۷)
4. واربورگ[پانویس ۴] - سیستم جذب اسید چرب لینولئیک و پروتئین‌های غنی از ترکیبات گوگردی (برنده جایزه نوبل - ۱۹۳۱)[پانویس ۵]

هر چهار نفر از دانشمندان فوق از برندگان جایزه نوبل هستند ولی بعلت پیچیدگی‌های فنی قادر نشدند نتایج تحقیقات خود را آشکار سازند نا اینکه در سال ۱۹۵۰ بودویک این معما را حل کرد.
در سال ۱۹۸۲ وانه نیز بخاطر تحقیقات خود برای نشان دادن نقش اسیدهای چرب اومگا-۳ در جلوگیری بیماری‌های قلبی موفق به دریافت جایزه نوبل گردید.

## رژیم ضد سرطان
رژیم غذایی ضد سرطان که توسط بودویک در سال ۱۹۵۲ معرفی شد. رژیم غذایی غنی از روغن بذر کتان، مخلوط با پنیر کم چربی و وعده‌های غذایی سرشار از میوهها، سبزیجات، و فیبر همراه با پرهیز از مصرف شکر، چربی‌های حیوانی، روغن سالاد، گوشت، کره، و به خصوص مارگارین. او ادعا می‌کرد، که در کمتر از ۳ ماه، تومور سرطانی بعضی از بیماران که این رژیم غذایی را رعایت کرده‌اند، کوچک می‌شود.
ولی تا به حال هیچ مدرکی که نشان دهد این رژیم غذایی تأثیری در بهبود اشخاص مبتلا به سرطان داشته وجود ندارد.

## مافیای غذا و تحقیقات دکتر بودویک
نتایج تحقیقات دکتر بودویک بخاطر زیر سؤال بردن مصرف چربیهای ترانس و احتمال رکود بازار فروش آنها، کارخانه داران را بر آن داشت بود که از انتشار نتایج تحقیقات او ممانعت بعمل آورند! ولی پافشاری ایشان در این خصوص بالاخره جهانیان را از مضار مصرف این روغن‌ها آگاه نمود.

## ادعای نامزدی برای جایزه نوبل
طرفداران بودویک ادعا می‌کنند که او نیز یکی از نامزدهای جایزه نوبل بوده‌است ولی این مطلب در هیچ منبع رسمی قید نشده‌است.

## واژه‌نامه
1. ↑  Thunberg
2. ↑  Otto Fritz Meyerhof
3. ↑  Albert Szent-Györgyi
4. ↑  Otto Heinrich Warburg
5. ↑  Otto Fritz Meyerhof
6. ↑  J.R. Vane